# ایدا، ناگانو
ایدا در استان ناگانو در کشور ژاپن  واقع شده‌است  که دارای جمعیت ۱۰۷٬۱۲۹ نفر و مساحت ۶۵۸٫۷۶ کیلومتر مربع با تراکم جمعیت ۱۶۳  نفر در کیلومترمربع است و در تاریخ ۳۰ سپتامبر ۱۹۵۶ به عنوان شهر شناخته شد.